# Absolute Garbage
Absolute Garbage è una raccolta dei migliori pezzi pubblicati dal gruppo statunitense dei Garbage, pubblicata nel 2007.

## Tracce
1. Vow – 4:30
2. Queer – 4:36
3. Only Happy When It Rains – 3:56
4. Stupid Girl – 4:18
5. Milk – 3:53
6. #1 Crush – 4:49
7. Push It – 4:01
8. I Think I'm Paranoid – 3:38
9. Special – 3:43
10. When I Grow Up – 3:24
11. You Look So Fine – 3:50
12. The World Is Not Enough – 3:56
13. Cherry Lips – 3:11
14. Shut Your Mouth – 3:25
15. Why Do You Love Me – 3:50
16. Bleed Like Me – 3:32
17. Tell Me Where It Hurts – 4:10
18. It's All Over But The Crying – 4:39

### Tracce disco bonus edizione limitata (Remixes)
1. The World Is Not Enough (UNKLE remix) - 5:01
2. When I Grow Up (Danny Tenaglia remix) - 5:23
3. Special (Brothers In Rhythm remix) - 5:15
4. Breaking Up the Girl (Timo Maas remix) - 5:19
5. Milk (Massive Attack remix) - 4:31
6. Cherry Lips (Roger Sanchez remix) - 5:01
7. Androgyny (Felix da Housecat remix) - 5:29
8. Queer (Rabbit in the Moon remix) - 5:04
9. I Think I'm Paranoid (Crystal Method remix) - 4:25
10. Stupid Girl (Todd Terry remix) - 3:47
11. You Look So Fine (Fun Lovin' Criminals remix) - 3:38
12. Push It (Boom Boom Satellites remix) - 5:22
13. Bad Boyfriend (Garbage remix aka Sting Like A Bee Remix) - 5:04

## Classifiche
| Classifica (2007)         | Posizione massima |
| ------------------------- | ----------------- |
| Australia                 | 18                |
| Belgio (Fiandre)          | 38                |
| Belgio (Vallonia)         | 28                |
| Canada                    | 43                |
| Germania                  | 68                |
| Italia                    | 79                |
| Regno Unito               | 11                |
| Spagna                    | 59                |
| Stati Uniti               | 68                |
| Stati Uniti (alternative) | 24                |
| Stati Uniti (rock)        | 25                |
| Svizzera                  | 77                |

## DVD
1. Vow (Regista: Samuel Bayer)
2. Queer (Regista: Stéphane Sednaoui)
3. Only Happy When It Rains (Regista: Samuel Bayer)
4. Stupid Girl (Regista: Samuel Bayer)
5. Milk (Regista: Stéphane Sednaoui)
6. Push It (Regista: Andrea Giacobbe)
7. I Think I'm Paranoid (Regista: Matthew Rolston)
8. Special (Regista: Dawn Shadforth)
9. When I Grow Up (Regista: Sophie Muller)
10. You Look So Fine (Regista: Stéphane Sednaoui)
11. The World Is Not Enough (Regista: Philipp Stolzl)
12. Cherry Lips (Regista: Joseph Kahn)
13. Shut Your Mouth (Regista: Elliot Chaffer)
14. Why Do You Love Me (Regista: Sophie Muller)
15. Bleed Like Me (Regista: Sophie Muller)
16. Tell Me Where It Hurts * (Regista: Sophie Muller)

Bonus track
1. Thanks For Your Uhh Support

- Regia: Greg Kaplan
- Aiuto regista: Rafaela Monfradini

(*Il video promozionale per "Tell Me Where It Hurts" non è incluso nella versione Nord Americana del DVD.)